# Scontrone
Scontrone ist eine Gemeinde (comune) in der Region Abruzzen und der Provinz L’Aquila in Italien und zählt (Stand 31. Dezember 2023) 540 Einwohner. Die Gemeinde liegt etwa 86 Kilometer südöstlich von L’Aquila am Sangro, gehört zur Comunità Montana Alto Sangro Cinque Miglia und grenzt unmittelbar an die Provinz Isernia (Molise).

## Verkehr
Hier geht die frühere Strada Statale 83 Marsicana (heute eine Regionalstraße) nach Cerchio von der Strada Statale 17 dell'Appennino Abruzzese e Appulo Sannitico von Antrodoco nach Foggia ab.